# Distretto di Keçiören
Il distretto di Keçiören (in turco Keçiören ilçesi) è uno dei distretti della provincia di Ankara, in Turchia. Parte del distretto è compresa nel comune metropolitano di Ankara.